# CD 마프라
C.D. 마프라(Clube Desportivo Mafra)는 현재 리가 포르투갈 2에 소속되어 있는 포르투갈의 축구 클럽이다. 마프라에 연고지를 두고 있으며, 캄푸 Dr. 마리우 실베이라(Campo Doutor Mário Silveira)라는 경기장을 소유하고 있지만 실제적인 경기는 이스타디우 무니시팔 드 마프라(Estádio Municipal de Mafra)에서 주로 진행된다. 1965년에 설립된 클럽이 설립되었으며, 주로 포르투갈의 지역 리그에서 뛰며 1991-92 시즌에 리스본축구협회 디비전 1 타이틀을 획득하고 내셔널 리그로 승격할 때까지 클럽은 점차적으로 발전을 거듭해 나갔다.

## 선수 명단

### 현역
참고: FIFA 자격 규정에 따라 소속된 국가대표팀 국기를 표시합니다. 선수는 복수의 FIFA 비회원국 국적을 가지고 있을 수 있습니다.
| 번호 | 포지션 | 국적 | 이름            |
| ---- | ------ | ---- | --------------- |
| 8    | FW     |      | 루카스 가브리엘 |
| 39   | MF     |      | 안드레이 소우자 |

| 번호 | 포지션 | 국적 | 이름            |
| ---- | ------ | ---- | --------------- |
| 99   | FW     |      | 브레노 마르틴스 |